# Орловка (Хворостянский район)
Орло́вка — село в Хворостянском районе Самарской области в составе сельского поселения Абашево.

## География
Находится на левом берегу реки Чагры на расстоянии примерно 24 километра по прямой на запад от районного центра —  села Хворостянка.

## История
Село известно с начала XIX века и названо по фамилии владельцев. В 1859 году было 24 двора и 167 жителей, церковь, в 1910 137 дворов и 810 жителей. Альтернативное название Урусова.

## Население
Постоянное население составляло 58 человек (русские 100 %) в 2002 году, 51 в 2010 году.